# Leonardo Neiva
Leonardo Luiz Alves Neiva, (Brasília-DF, Brasil, 26 de janeiro de 1977) é um cantor (barítono) brasileiro, ator e coach vocal, admirado por sua versatilidade vocal e desenvoltura cênica. O cantor, que já atuou em óperas e musicais e recebeu críticas elogiosas em diversas atuações, ganhou notoriedade por protagonizar o Fantasma, na montagem brasileira de "O Fantasma da Ópera", realizada em 2018, no Teatro Renault em São Paulo, e por participar como jurado do programa "Cultura, o Musical", do canal TV Cultura em 2019.

## Biografia
Pertencente a uma família tipicamente brasileira, Leonardo Neiva nasceu em 26 de janeiro de 1977, na cidade de Brasília (Brasil), onde viviam seus pais. Começou a cantar cedo, tendo sido solista na Igreja Batista aos 6 anos de idade. Ainda muito jovem, seguiu carreira como cantor gospel, tendo gravado dois discos, o primeiro aos 17 anos e o segundo aos 21. Nessa época, chegou a realizar a abertura do show do grupo musical "Take 6".
Aos 14 anos, Leonardo Neiva começou a estudar canto erudito e a desenvolver uma maior ligação com essa arte. Em 1994 ingressou na Escola de Música de Brasília, onde estudou com o professor Francisco Frias. Cursou Música na Universidade de Brasília - UnB, antes de se aprimorar na Itália, com os renomados cantores Rita Patané e Ernesto Paláci.
Desde a sua estreia profissional como cantor erudito, aos 23 anos, vem colecionando elogios de público e crítica. Venceu o concurso internacional de canto Bidu Sayão e desde então é reconhecido como um artista versátil e de grande desenvoltura cênica, capaz de interpretar um vasto repertório. Depois de protagonizar o musical Les Misérables, no Brasil e no México, recebeu em 2009 o XII Prêmio Carlos Gomes de melhor cantor masculino por sua interpretação nas óperas “Sansom et Dalila”, de Grand Prêtre, “Dido and Aeneas”  (Aeneas) e no poema sinfônico “Kullervo” de Jean Sibelius. Em 2013 obteve sucesso com o musical Ça Ira, do astro do rock Roger Waters.

## Carreira

### De 2000 a 2010
2000 - Protagonizou o musical "Les Misérables" no México.
2008 - representou Sansão, na ópera "Samson et Dalila", de Camille Saint-Saëns, no Teatro Municipal de São Paulo (Brasil).
2009 - recebeu o XII Prêmio Carlos Gomes de melhor cantor masculino de ópera e música erudita, por suas interpretações nas óperas “Sansom et Dalila”, de Camille Saint-Saëns, "Dido and Aeneas” (Aeneas) e no poema sinfônico “Kullervo” de Jean Sibelius.
2010 - gravou o CD "Clamores", com canções de música contemporânea do compositor Jorge Antunes.

### De 2011 a 2020
2011 - Leonardo Neiva fez sua estreia europeia na ópera "Tristan und Isolde", de Wagner, na Alemanha.   
2012 - atuou no papel de Cecco del Vecchio, na ópera "Rienzi", de Wagner, no Théâtre du Capitole, Toulouse (França).   
2013 - musical "Ça Ira", do astro do rock Roger Waters, no Teatro Municipal de São Paulo (Brasil).   
2013 - representou Bottom, da ópera "Sonho de uma noite de verão", de Benjamin Britten, no Teatro Municipal do Rio de Janeiro (Brasil).   
2013 - ópera "Billy Budd", de Benjamin Britten, no Teatro Municipal do Rio de Janeiro (Brasil).   
2014 - solista na apresentação da "9ª Sinfonia de Beethoven", com a OSESP, na Sala São Paulo (Brasil)    
2017 - protagonizou o Don Giovanni, na ópera "Don Giovanni", de Mozart, no Teatro São Pedro, São Paulo (Brasil).   
2017 - gravou junto a OSESP a Sinfonia Nº 10 -“Ameríndia” de Villa-Lobos, sob regência de Isaac Karabtchevsky.   
2018 - interpretou o Fantasma, no musical "O Fantasma da Ópera", de Andrew Lloyd Webber, Charles Hart e Richard Stilgoe, no Teatro Renault, São Paulo (Brasil).   

## Críticas
"Don Giovanni foi interpretado por Leonardo Neiva. Ou melhor: pode-se dizer que, em cena, Neiva é Don Giovanni. Raras vezes presenciamos uma atuação em que a parte cênica e a parte vocal caminharam tão bem juntas. O personagem, vale dizer, é um presente para qualquer bom intérprete, uma vez que permite as mais diversas abordagens. E o cantor soube aproveitar muito bem esse potencial. (…) Toda essa intensidade esteve presente na interpretação de Leonardo Neiva. Vocalmente, o barítono se saiu muito bem: bons graves, agudos brilhantes, bonito timbre, pastoso e homogêneo. Cantou com slancio a chamada Ária do Champagne (Fin ch’han dal vino Viagra Soft online ), ajudado pela excelente escolha de andamento feita pelo regente, e com sutileza a serenata Deh, vieni ala finestra."
"Por outro lado, (…) o Gunther de Leonardo Neiva, (…) são exemplos de uma caracterização hábil aliada a um excelente desempenho vocal."
"Leonardo Neiva, como o sumo-sacerdote, é a melhor presença em cena, pelo seu rendimento vocal e cênico, tanto na ária do primeiro ato, quanto nos dois grandes duetos com Dalila."

## Outros trabalhos

### Televisão
Em 2019, na televisão, Leonardo Neiva participou como jurado do programa "Cultura, o Musical", do canal TV Cultura, sob apresentação de Jarbas Homem de Mello, ao lado dos também jurados Fabi Bang, Jorge Takla, Fernanda Chamma e Claudia Raia.